# Schwangerschaftsdiabetes
Der Schwangerschaftsdiabetes, auch als Gestationsdiabetes, Gestationsdiabetes mellitus  (GDM) oder Typ-4-Diabetes bezeichnet, ist gekennzeichnet durch einen hohen Blutzuckerspiegel während der Schwangerschaft und definiert als eine erstmals in der Schwangerschaft diagnostizierte Glukosetoleranzstörung.
In seltenen Fällen kann es sich um einen neu aufgetretenen Diabetes Typ 1 oder Typ 2 handeln. Beim typischen Gestationsdiabetes tritt nach der Entbindung bei den meisten Frauen wieder ein normaler Zuckerstoffwechsel auf. Der Gestationsdiabetes zählt insgesamt zu den häufigsten schwangerschaftsbegleitenden Erkrankungen. Als Risikofaktoren gelten Übergewicht, ein Alter über 30 Jahre und eine erbliche Vorbelastung mit Diabetes mellitus. Ein Schwangerschaftsdiabetes kann jedoch auch ohne bekannte Risikofaktoren auftreten.

## Ursachen
Ursächlich ist die vermehrte Sekretion verschiedener Schwangerschaftshormone, wie etwa Cortisol, das humane Plazentalaktogen, Östrogen, Progesteron und Prolaktin, die als Gegenspieler des Insulins fungieren und ihrerseits zu einer zunehmend höheren Insulinresistenz während der Schwangerschaft führen. Kann die Bauchspeicheldrüse durch eine erhöhte Insulinausschüttung keinen Ausgleich mehr schaffen, entwickelt sich ein Schwangerschaftsdiabetes mit erhöhten Blutzuckerwerten.
Etwa 2 % aller Fälle von Schwangerschaftsdiabetes liegt ein MODY Typ 2 zugrunde. Charakteristisch für diese autosomal-dominant vererbte Störung ist eine Mutation im Glucokinase(GCK)-Gen (Gen-Variante rs1799884).

## Inzidenz
In Deutschland hat sich die Erkrankungsrate für einen Schwangerschaftsdiabetes in den vergangenen 20 Jahren mehr als verfünffacht. Inzwischen erkranken jährlich etwa 45.000 Frauen daran, was fast sechs Prozent aller Schwangerschaften entspricht.

## Risikofaktoren
Eine ungesunde Ernährung erhöht das Risiko für Schwangerschaftsdiabetes. Gesunde Ernährungsweisen, wie eine Mediterrane Ernährung, eine pflanzenbasierte Ernährung oder auch das Einhalten nationaler Ernährungsempfehlungen reduzieren das Risiko für Schwangerschaftsdiabetes.
- Übergewicht (Adipositas) mit einem Body-Mass-Index vor der Schwangerschaft > 27,0
- Diabetes mellitus Typ 2 in der Familie
- mütterliches Alter über 30 Jahren
- Gestationsdiabetes während einer früheren Schwangerschaft
- gestörte Glukosetoleranz vor der Schwangerschaft
- ein bereits geborenes Kind mit einem Geburtsgewicht von über 4500 g
- mehr als 3 Fehlgeburten unbekannter Ursache in der Vorgeschichte
- extreme Gewichtszunahme während der Schwangerschaft

Ungeachtet dieser Risikofaktoren wird heute bei jeder schwangeren Frau zwischen der 24. und 28. Schwangerschaftswoche ein Zuckerbelastungstest (auch: oraler Glucose-Toleranztest) empfohlen.

## Symptome
Betroffene Frauen bemerken häufig nichts von ihrer Erkrankung, da der Schwangerschaftsdiabetes meist beschwerdefrei bleibt. Anzeichen, wie etwa ein gesteigertes Durstgefühl (Polydipsie), Harnwegs- und Nierenentzündungen, Zucker im Urin (Glucosurie), Veränderungen der Fruchtwassermenge, Wachstumsstörungen des Föten, die der betreuende Frauenarzt im Ultraschall feststellt, übermäßige Gewichtszunahme und erhöhter Blutdruck (Arterielle Hypertonie) können jedoch auftreten.

## Diagnose
Zur Feststellung eines Schwangerschaftsdiabetes wird ein oraler Glukosetoleranztest (oGTT) durchgeführt. Dabei unterscheidet man zwischen einem Suchtest (Screening) (50 g Glucose in 200 ml Wasser), der unabhängig von der Tageszeit und vorheriger Nahrungsaufnahme mit Messung der Blutglukose aus venösem Plasma eine Stunde nach Trinken der Lösung durchgeführt wird, und dem diagnostischen 75g oGTT, der spätestens dann durchgeführt wird, wenn der Blutglucosewert im Suchtest über 135 mg/dl liegt. Andere Parameter wie der Glucosegehalt des Urins, der HbA1c oder die Nüchternglucose sind als Suchtest nicht geeignet.
Beim 75g-oGTT, der unter standardisierten Bedingungen durchgeführt werden sollte, werden 75 g Glucose in 300 ml Wasser innerhalb von drei bis fünf Minuten getrunken. Liegt mindestens ein Blutglucosewert im venösen Plasma über den definierten Grenzwerten (nüchtern: 92, nach einer Stunde 180, nach zwei Stunden 153 mg/dl), gilt die Diagnose als gesichert.
In Deutschland ist dieser blutzuckergestützte Test seit dem 3. März 2012 Teil der Mutterschaftsrichtlinien und damit eine Leistung der Gesetzlichen Krankenversicherung. Schwangere können sich auf dieser Basis in der 24. bis 28. Schwangerschaftswoche untersuchen lassen.
Das Testregime hierzulande wird kritisiert, da die erste Untersuchung  unabhängig von der Tageszeit oder der letzten Nahrungsaufnahme im nicht-nüchternen Zustand erfolgt. Das Diagnostikverfahren – so wie aktuell in den Mutterschaftsrichtlinien vorgesehen – sollte laut der Deutschen Diabetes Gesellschaft überarbeitet werden, da die Zahl der unerkannten oder zu spät erkannten Fälle von Schwangerschaftsdiabetes weiterhin zu hoch sei. Eine im Fachjournal „Nature Medicine“ publizierte Studie bestätigte die Überlegenheit eines primären 75-g-oGTT Tests. Sie belegte, dass eine frühe Risikobewertung notwendig und die bisherige in den deutschen Mutterschaftsrichtlinien festgeschriebene Standardtestung unzureichend ist, um Schwangere mit Gestationsdiabetes rechtzeitig zu diagnostizieren und zu therapieren.
In Österreich wurde 2008 die Aufnahme des Glukosetoleranztests in die Routineuntersuchungen im Rahmen des Mutter-Kind-Passes angekündigt. Er ist seit 2010 darin verankert.

## Therapie
Bei etwa 9 von 10 Schwangeren führt eine sofortige Ernährungsumstellung (z. B. kleine, dafür häufigere Mahlzeiten, Vollkornprodukte statt Weißmehl, weitgehender Verzicht auf schnell resorbierbare Kohlenhydrate wie beispielsweise Fruchtsäfte, Limonaden) in Verbindung mit regelmäßiger Bewegung zu normalen Blutzuckerwerten. Falls dadurch, auch unterstützt durch Schulung in einem Diabeteszentrum, Blutzuckerselbstkontrollen und Diätplan, keine Besserung erzielt werden kann, muss mit einer Insulintherapie begonnen werden. Eine Insulinpumpentherapie wird nur in extrem seltenen Fällen nötig sein.
Orale Diabetes-Medikamente wie Metformin oder Sulfonylharnstoffe und GLP-1-Rezeptoragonisten sind kontraindiziert und müssen bei Typ-2-Diabetikerinnen mit Beginn der Schwangerschaft abgesetzt werden.

## Komplikationen

### Kindliche Komplikationen
Durch den Gestationsdiabetes der Mutter erhöhen sich die Frühsterblichkeit des Neugeborenen sowie die Risiken für eine Totgeburt und Fehlbildung. Es besteht eine höhere Morbidität während und nach der Geburt und ein höheres Frühgeburtsrisiko. Außerdem ist die Gefahr der Unterzuckerung des Kindes vorhanden.
Gefahren für den Fötus bestehen einerseits durch die Gefahr einer gestörten Entwicklung der Plazenta. Dies kann zu einer Mangelversorgung des Fötus führen, zu Reifungsstörung der Lunge, Leber, oder anderer Organe, bis hin zum intrauterinen Fruchttod. Neugeborene haben verlängerte Gelbsucht (Ikterus); es drohen Gehirnschädigungen (Kernikterus). Ein Mangel an Kalzium bei Neugeborenen kann ebenfalls darauf zurückgeführt werden. Andererseits beobachtet man vermehrtes Größenwachstum des Fötus oder einzelner Organe (Makrosomie).
Ein erhöhter Zuckerspiegel erhöht den Blutzucker des Fötus, wohingegen das Insulin im mütterlichen Blut die Plazentaschranke nicht überwinden kann. Das Kind versucht den erhöhten Blutzuckerspiegel durch vermehrte Insulinsekretion (wodurch das Zellwachstum des Fötus gefördert wird und das Neugeborene dann häufig übermäßig groß und schwer ist) und Hypertrophie der Bauchspeicheldrüse auszugleichen. Nach der Geburt fehlt jedoch plötzlich die mütterliche Zuckerzufuhr und es tritt eine Unterzuckerung ein (neonatale Hypoglykämie). Die Unterzuckerung kann zur Folge haben, dass das Neugeborene extrem gereizt wirkt und schreit oder dass es lethargisch wirkt. Es kann in schweren Fällen zu Krampfanfällen oder Atemaussetzern kommen. Das Neugeborene sollte vorbeugend innerhalb von 30 Minuten nach der Geburt gestillt oder gefüttert werden; auch kann ein Dextrosegel in die Wangenschleimhaut des Kindes einmassiert werden.
Aufgrund der frühzeitigen Überbeanspruchung der Bauchspeicheldrüse des Kindes kann bereits im Schulalter eine verminderte Glukosetoleranz und eine Neigung zu Übergewicht entstehen.

### Mütterliche Komplikationen
Die Schwangere trägt das Risiko, an Bluthochdruck und Präeklampsie (EPH-Gestose) zu erkranken und ist anfälliger für Harnwegsinfektionen und Scheidenentzündungen. Hinzu kommt, dass an Schwangerschaftsdiabetes erkrankte Frauen unter anderem durch das zu große Kind oder auch durch Komplikationen zum Ende der Schwangerschaft eine erhöhte Kaiserschnittrate aufweisen. Ein weiteres mütterliche Risiko ist die Ausbildung eines Hydramnions. Die Gebärmuttermuskulatur von Schwangeren mit Diabetes jeglicher Form hat Studienergebnissen zufolge eine geringere Kontraktilität als die anderer Schwangerer, auch nach Gabe von Oxytocin zur Wehenstimulation.
Für die Mutter besteht ein ca. 50-%-Risiko, bei einer erneuten Schwangerschaft erneut einen Gestationsdiabetes zu entwickeln. Auch hat sie ein erhöhtes Risiko, im Verlauf der nächsten 10 Jahre an einem Diabetes mellitus Typ 2 zu erkranken. (Wenn sie ihr Kind mindestens drei Monate stillt, verringert sich dieses Risiko.) Zur Nachsorge der Frauen nach der Geburt zählt daher ein Glukosetoleranztest.

## Verbreitung
13,2 % aller Schwangeren in Deutschland entwickeln einen Gestationsdiabetes. Das hat eine Untersuchung der Daten der Kassenärztlichen Bundesvereinigung aus den Jahren 2014 bis 2015 gezeigt, in der 80 % aller mit einer Geburt beendeten Schwangerschaften ausgewertet wurden. Die Häufigkeit ist altersabhängig: Bei einem Alter unter 20 Jahre lag die GDM-Häufigkeit bei 8 %, bei einem Alter über 45 Jahren bei über 26 %.
Diese Zahlen liegen deutlich höher als alle früheren Schätzungen und entsprechen den neueren weltweiten Daten. So schätzt die International Diabetes Federation, dass bei 16,2 % aller Schwangerschaften eine Form von Hyperglykämie diagnostiziert werden kann, was eines der wesentlichen Kriterien für die Diagnose eine Gestationsdiabetes ist.

### Leitlinien
- S3-Leitlinie Gestationsdiabetes mellitus (GDM), Diagnostik, Therapie und Nachsorge der Deutschen Diabetes Gesellschaft (DDG). In: AWMF online (Stand 2018)

### Ratgeber
- Heike Schuh: Diabetes in der Schwangerschaft. Der Ratgeber für Schwangere mit Gestationsdiabetes, Kirchheim, Mainz 2007, ISBN 978-3-87409-441-2.
- Lois Jovanovic, Genell J. Subak-Sharpe: Hormone. Das medizinische Handbuch für Frauen. (Originalausgabe: Hormones. The Woman’s Answerbook. Atheneum, New York 1987) Aus dem Amerikanischen von Margaret Auer, Kabel, Hamburg 1989, ISBN 3-8225-0100-X, S. 162 ff., 282 ff. und 385.
- Richard Daikeler, Götz Use, Sylke Waibel: Diabetes. Evidenzbasierte Diagnosik und Therapie. 10. Auflage. Kitteltaschenbuch, Sinsheim 2015, ISBN 978-3-00-050903-2, S. 128–134.